# Heliconia tandayapensis
Heliconia tandayapensis är en enhjärtbladig växtart som beskrevs av Abalo och G.Morales. Heliconia tandayapensis ingår i släktet Heliconia och familjen Heliconiaceae. Inga underarter finns listade.